# تصادف اتوبوس هومبولت برانکوس
در ۶ آوریل ۲۰۱۸، بر اثر برخورد یک اتوبوس با یک تریلی در نزدیکی آرملی، ساسکاچوان، کانادا، شانزده نفر کشته و سیزده نفر مجروح شدند. رانندهٔ تریلی در تقاطع بزرگراه‌های ۳۵ و ۳۳۵ به تابلوی توقف چشمک‌زن هیچ توجهی نکرد. این تریلی با سرعت تقریبی ۱۰۰ کیلومتر بر ساعت (۶۲ مایل بر ساعت) حرکت می‌کرد. بیشتر قربانیان و مجروحان بازیکنان تیم هومبولت برانکوس بودند، یک تیم هاکی روی یخ جوانان از هومبولت، ساسکاچوان که در لیگ هاکی جوانان ساسکاچوان (SJHL) بازی می‌کند.
در ۶ ژوئیه ۲۰۱۸، پلیس کانادا، جاسکیرات سینگ سیدو، رانندهٔ ۲۹ سالهٔ تریلی را به ۱۶ فقره عملکرد خطرناک یک وسیله نقلیه موتوری منجر به مرگ و ۱۳ فقره عملکرد خطرناک یک وسیله نقلیه موتوری منجر به مجروحیت متهم کرد. در اوایل سال ۲۰۱۹، سیدو اتهامات وارده را پذیرفت و به هشت سال زندان محکوم شد. سیدو، که یک مهاجر هندی ساکن کانادا است، قصد دارد در صورت آزادی مشروط، برای جلوگیری اخراج از کانادا درخواست تجدید نظر بدهد.
این سانحه باعث اظهار تأسف شخصیت‌های عمومی و افراد مشهور شد. مردم با قرار دادن یک چوب هاکی در پشت در خانه‌های خود با بازماندگان همدردی کردند. یک کمپین سرمایه‌گذاری جمعی گوفاندمی با جمع‌آوری بیش از ۱۵ میلیون دلار، یک رکورد ملی ثبت کرد. این مرگبارترین تصادف جاده‌ای در کانادا از زمان تصادف اتوبوس له ابولمان در سال ۱۹۹۷ بود که منجر به کشته شدن ۴۴ نفر شد.

## شرح تصادف
بر اساس گزارش تصادف از پلیس کانادا، اتوبوس مسافربری حامل تیم و تریلی حدود ساعت ۵:۰۰ بعدازظهر در تقاطع بزرگراه ۳۵ و ۳۳۵ حوالی آرملی با یکدیگر برخورد کردند. جاسکیرات سینگ سیدو در بزرگراه ۳۳۵ در یک تریلی حامل دو تریلر بارگیری شده با پوده با سرعت بین ۸۶ و ۹۶ کیلومتر بر ساعت به سمت غرب در حال حرکت بود. اتوبوس حامل ۲۹ نفر از اعضای تیم هاکی هومبولت برانکوس به سمت شمال در بزرگراه ۳۵ با سرعت ۹۶–۱۰۷ کیلومتر بر ساعت حرکت می‌کردند. در تقاطع بزرگراه‌های ۳۵ و ۳۳۵، در نزدیکی آرملی، یک تابلوی «بیش از حد بزرگ» ایست قرار دارد که اندازه‌اش ۱٫۲ متر است و یک چراغ راهنمایی چشمک‌زن نیز متصل به آن است. سیدو به علامت توقف توجهی نکرد، در حالی که حق تقدم با اتوبوس بود. زمانی که اتوبوس به تریلی سیدو برخورد کرد، این تریلی به صورت کامل تقاطع را مسدود کرده بود.
آن روز یک روز صاف و آفتابی بود و هیچ چیزی جلوی دید سیدو را نسبت به تابلوی ایست نگرفته بود. آفتاب در چشمانش نبود، جاده تحت تأثیر هوای نامساعد نبود و تقاطع قبل از برخورد به وضوح قابل مشاهده بود. سیدو همچنین از کنار تابلوهایی رد شد که اعلام می‌کردند یک تقاطع با نشان ایست در راه است.
سیدو در آن زمان تحت تأثیر مواد مخدر یا الکل نبود و از تلفن همراه نیز استفاده نمی‌کرد. سیدو اظهار داشت که با برزنتی که شل شده بود حواسش پرت شده بود. گلن دورکسن، راننده اتوبوس برانکوس، ۲۴ متر قبل از تقاطع، ترمز کرد، اما نتوانست از برخورد جلوگیری کند. تریلی در یک برخورد به پهلو به اتوبوس برخورد کرد. اتوبوس به ویژه در قسمت جلو آسیب زیادی دید. رانندهٔ اتوبوس به همراه ۱۳ مسافر بلافاصله کشته شدند. دو نفر دیگر نیز بر اثر جراحات وارده در بیمارستان جان باختند.
یکی از بازماندگان نحوه برخورد اتوبوس با تریلی را توضیح داد که با گزارش تصویری این حادثه مطابقت داشت. پدر یکی از قربانیان اظهار داشت که آن‌ها با دیدن اتوبوس متوجه شدند که «جلوی اتوبوس از بین رفته». طرح معمول برای نشستن در اتوبوس به این صورت بوده افراد تازه‌کار در جلو و کهنه‌کارها در عقب آن می‌نشستند. کالب دالگرن از بازماندگان این واقعه بعداً گفت جوانان ۱۸ ساله در جلو، ۱۹ ساله‌ها را در وسط و ۲۰ ساله‌ها در عقب اتوبوس بودند. شدت ضربه به حدی بود که هر دو خودرو در گوشه شمال غربی از بزرگراه خارج و به پهلو شدند.
به عنوان بخشی از واکنش اضطراری به این حادثه، انجمن نجات هوایی ترومای شوک (STARS) سه هلیکوپتر را برای کمک به انتقال قربانیان اعزام کرد. تعدادی از مجروحان به بیمارستان دانشگاه سلطنتی در ساسکاتون منتقل شدند که در ۲۵۰ کیلومتری جنوب غربی حادثه است. در این تصادف راننده تریلی آسیبی ندید. عکس‌ها نشان می‌دهد که بار تریلی یعنی خزه پوده‌زار روی زمین پخش شده است. پلیس ابتدا راننده تریلی را بازداشت و سپس آزاد کرد. پلیس کانادا اعلام کرد که به راننده کمک‌های بهداشت روان و سلامت ارائه شده است. مالک شرکت باربری بعداً تأیید کرد که راننده کامیون از زمان آزادی تحت حمایت روانی قرار گرفته است.

## پس از حادثه
من و شاهزاده فیلیپ از شنیدن خبر تصادف تیم هاکی هومبولت برانکوس متأثر شدیم. افکار و نیایش‌های ما با کسانی است که [عزیزانشان] را از دست داده‌اند، با خانواده‌هایشان و با همهٔ کانادایی‌هایی که در این زمان سخت در حال سوگواری‌اند.

الیزابت دوم، ملکه کانادا، ۸ آوریل ۲۰۱۸
بسیاری از مقامات و سیاستمداران در کانادا پس از این حادثه تسلیت گفتند، از جمله الیزابت دوم، ملکه کانادا و همسرش شاهزاده فیلیپ، نخست‌وزیر جاستین ترودو، نخست‌وزیر ساسکاچوان اسکات مو، و نخست‌وزیر آلبرتا، راشل نوتلی. دونالد ترامپ، رئیس‌جمهور وقت آمریکا با ترودو تماس گرفت و متعاقباً در توئیتی به قربانیان و خانواده‌های آن‌ها تسلیت گفت. سلبریتی‌ها و دیگر شخصیت‌های عمومی مانند الن دی جنرس، دریک و ووپی گلدبرگ همدردی و تسلیت خود را با کسانی که تحت تأثیر این سانحه قرار گرفتند ابراز کردند. پاپ فرانسیس نیز پیامی تسلیت فرستاد که دو روز پس از حادثه توسط اسقف ساسکاتون در مراسم روز یکشنبه قرائت شد.

## روند قانونی

### جنایی
در ۶ ژوئیه ۲۰۱۸، پلیس کانادا در یک کنفرانس خبری، دستگیری راننده تریلی و اتهامات وارده به وی را اعلام کرد. راننده کامیون، جاسکیرات سینگ سیدو ۲۹ ساله از کلگری، به ۱۶ فقره رانندگی خطرناک منجر به مرگ و ۱۳ فقره رانندگی خطرناک منجر به آسیب بدنی متهم شد. سیدو تنها یک سال تجربه رانندگی با کامیون داشت و تنها دو هفته با وسیله نقلیه‌ای که در زمان تصادف رانندگی می‌کرد، آموزش دیده بود. او فقط دو هفته بود که به تنهایی رانندگی می‌کرد که تصادف رخ داد. او با وثیقه ۱۰۰۰ دلاری با چند شرط آزاد شد: او باید در خانه خود در کلگری می‌ماند، مقررات منع رفت‌وآمد و محدودیت‌های زمانی را رعایت می‌کرد و باید گذرنامه خود را نیز تحویل می‌داد.
در اکتبر ۲۰۱۸، سوخماندر سینگ، صاحب شرکت حمل‌ونقل Adesh Deol Trucking Ltd، که مالک تریلی بود، به نقض مقررات ایمنی فدرال و استانی متهم شد. این موارد شامل دو مورد عدم ارائه گزارش روزانه، دو مورد نگهداری چندین گزارش روزانه برای یک روز، سه مورد عدم نظارت بر رعایت مقررات مربوطه توسط راننده و یک مورد عدم رعایت مقررات کتبی بود. برنامه تاریخ دادگاه برای ۹ نوامبر تعیین شد. در مارس ۲۰۱۹، سینگ پنج فقره جرم را پذیرفت و خود را گناهکار اعلام کرد. اتهامات مربوط به برنامه ایمنی حذف شد و او ۵۰۰۰ دلار جریمه شد.
در ۸ ژانویه ۲۰۱۹، سیدو همه اتهامات را پذیرفت و اعلام گناهکاری کرد؛ در اواخر ژانویه جلسات استماع برای صدور حکم آغاز شد و اظهارات ۹۰ نفر از قربانیان و بازماندگان در این جلسات قرائت شد. گزارش پزشکی قانونی نشان داد که او هنگام نزدیک شدن به تقاطع ترمز نگرفته در حالی که دید او بدون مانع بوده و هشدارهای اولیه فراوانی نیز وجود داشته. سیدو در روز پایانی جلسات، ۳۱ ژانویه، ابراز پشیمانی و عذرخواهی کرد. دادستانی درخواست ۱۰ سال حبس برای هر فقره از جرم‌ها و اجرای آن‌ها به صورت همزمان و به دنبال آن ۱۰ سال ممنوعیت رانندگی را ارائه کرد. قاضی اینز کاردینال در ۲۲ مارس ۲۰۱۹ حکم خود را صادر کرد: محکومیت به ۸ سال زندان. در ژوئیه ۲۰۲۲، پس از جلسه استماع با حضور برخی از خانواده‌های قربانیان، هیئت آزادی مشروط کانادا با آزادی مشروط سیدو موافقت کرد.

### مهاجرت
در سال ۲۰۲۱، وکیل سیدو آنچه را که رسانه‌ها به عنوان «مقدار حجیم کاغذبازی» توصیف کردند به آژانس خدمات مرزی کانادا ارسال کرد و استدلال کرد که سیدو باید پس از گذراندن دوران محکومیتش اجازه داشته باشد در کانادا بماند. در مارس ۲۰۲۲، این آژانس تصمیم گرفت که پرونده سیدو باید به هیئت مهاجرت و پناهندگی کانادا (IRB) ارجاع شود تا تصمیم بگیرند که آیا او باید اخراج شود یا خیر. سیدو این تصمیم را در دادگاه فدرال به چالش کشید و پل کرامپتون، قاضی دادگاه فدرال، در سپتامبر ۲۰۲۳ به اعتراض وی رسیدگی کرد و این تصمیم را محفوظ نگه داشت. در دسامبر ۲۰۲۳، قاضی تصمیم خود را مبنی بر رد درخواست سیدو منتشر کرد و تصمیم گرفت که پرونده وی باید به IRB منتقل شود تا مشخص کند که آیا وی به دلیل جرم و جنایت جدی در کانادا قابل پذیرش است یا خیر. آن جلسه در ۲۴ مه ۲۰۲۴ برگزار شد و در آن زمان IRB دستور داد که سیدو باید از خاک کانادا اخراج شود.
وکیل سیدو اشاره کرده است که در پی این جلسه، او قصد دارد درخواست‌هایی را برای ماندن در کانادا به دلایل بشردوستانه و دلسوزانه ارائه کند. وکیل سیدو اعلام کرده است که این مراحل قانونی «ممکن است ماه‌ها یا سال‌ها طول بکشد».

### مدنی
هفده پرونده قضایی پس از این تصادف تشکیل شده است. حداقل یکی از شکایت‌ها یک دعوی دسته جمعی است در حالی که سایر شکایت‌ها توسط فرد یا گروهی از خانواده‌ها یا بازماندگان است. اکثریت شکایت‌ها راننده کامیون، دولت ساسکاچوان، دولت مستقر در کلگری و شرکت اتوبوس را به عنوان متهمان ذکر کرده‌اند. درخواستی برای تأیید دعوای دسته جمعی در ساسکاچوان در ۱۸–۲۹ آوریل ۲۰۲۲ و ۱۳–۱۷ ژوئن ۲۰۲۲ مورد رسیدگی قرار گرفت.
راسل و رالین هرولد، والدین آدام هرولد، به نمایندگی از پسرشان که در این حادثه کشته شد، شکایتی را ثبت کردند. نام راننده تریلی، شرکت صاحب تریلی و سازنده اتوبوس در این شکایت آمده و از آن‌ها تقاضای خسارات نامشخص کرده‌اند، ضمن این که از دادگاه خواسته‌اند تا حکمی بدهد که اتوبوس‌های حامل تیم‌های ورزشی در ساسکاچوان ملزم به تجهیز با کمربند ایمنی و سایر وسایل ایمنی شوند.
رایان استراشنیتزکی، یکی از بازماندگان تصادف اتوبوس، شکایتی ثبت کرد و از رانندگان تریلی و اتوبوس، شرکت صاحب تریلی، استان‌های آلبرتا و ساسکاچوان و چندین نفر دیگر درخواست خسارت ۱۳٫۵ میلیون دلاری کرد.